# Prioritas legis mitior
Prioritas legis mitior – łacińska sentencja prawnicza oznaczająca że pierwszeństwo ma ustawa względniejsza. Zasada formułowana także w postaci lex mitior retro agit, co oznacza, że ustawa względniejsza działa wstecz. Obecnie jest jedną z podstawowych zasad kodeksowych prawa karnego.
 Zapoznaj się z zastrzeżeniami dotyczącymi pojęć prawnych w Wikipedii.